# The Rasmus (álbum)
The Rasmus é o oitavo álbum de estúdio da banda finlandesa de rock The Rasmus. Foi lançado em 18 de Abril de 2012. 

## Antecedentes
Depois que Lauri Ylönen terminou a turnê de seu álbum solo de estréia, a banda entrou  em estúdio no verão de 2011 para começar a escrever e gravar seu oitavo álbum de estúdio.   Em 25 de fevereiro de 2012, O Rasmus apresentou pela primeira vez o single "I'm a Mess  "na final do UMK, um concurso musical na Finlândia. A canção foi lançada oficialmente em  5 de março de 2012. Em fevereiro, a banda anunciou que o próximo álbum seria de nome  homônimo, e seria lançado em 18 de abril.  
Antes mesmo de algumas canções serem escritas em 2011, Lauri e Pauli Rantasalmi haviam  começado a escrever algumas novas canções desde 2009 para um álbum próximo. Devido uma  variação na sonoridade de certas músicas, algumas foram escolhidas para New World, o  álbum de Lauri lançado em 2011.
Lauri declarou que queria voltar para o som do era do álbum Into, enquanto o baixista  Eero Heinonen, disse: "Algumas músicas do próximo álbum seria baladas românticas, outras  músicas que têm letras fortes, realistas, mas eu tenho certeza que os fãs vão adorar".  
Em agosto do mesmo ano o álbum foi relançado com uma faixa inédita como novo single,  intitulada "Mysteria". 

## Faixas
Todas músicas compostas pela banda
| N.º | Título                         | Duração |  |
| 1.  | "Stranger"                     | 3:59    |  |
| 2.  | "I'm a Mess"                   | 4:12    |  |
| 3.  | "It's Your Night"              | 3:37    |  |
| 4.  | "Save Me Once Again"           | 4:36    |  |
| 5.  | "Someone's Gonna Light You Up" | 3:44    |  |
| 6.  | "End of the Story"             | 4:10    |  |
| 7.  | "You Don't See Me"             | 3:13    |  |
| 8.  | "Somewhere"                    | 5:29    |  |
| 9.  | "Friends Don't Do Like That"   | 4:27    |  |
| 10. | "Sky"                          | 3:59    |  |

| iTunes bonus track |                        |         |  |
| N.º                | Título                 | Duração |  |
| 11.                | "Stranger" (Accoustic) | 3:36    |  |

| Amazon bonus tracks |                          |         |  |
| N.º                 | Título                   | Duração |  |
| 11.                 | "I'm a Mess" (Accoustic) | 3:45    |  |
| 12.                 | "Stranger" (Accoustic)   | 3:36    |  |

| Japanese bonus track |                                                 |         |  |
| N.º                  | Título                                          | Duração |  |
| 11.                  | "Mess-Avalanche" (Revamped by Pauli Rantasalmi) | 4:03    |  |

| The Rasmus Tour Edition bonus tracks |                                               |         |  |
| N.º                                  | Título                                        | Duração |  |
| 11.                                  | "Mysteria"                                    | 3:34    |  |
| 12.                                  | "Stranger" (Felix Zenger Beatbox Remix)       | 3:15    |  |
| 13.                                  | "Stranger Wanderer" (remix by Dj Tuhat)       | 3:29    |  |
| 14.                                  | "Sky" (Piano by Aynsley Green)                | 3:50    |  |
| 15.                                  | "Save Me Once Again" (Piano by Aynsley Green) | 2:36    |  |

## Desempenho nas tabelas musicas
| Tabela musical (2012) | Melhor posição |
| --------------------- | -------------- |
| Austrália             | 23             |
| Finlândia             | 3              |
| Alemanha              | 26             |
| Rússia                | 20             |
| Suíça                 | 46             |